# Glassport
Glassport è una borough degli Stati Uniti d'America, nella contea di Allegheny nello Stato della Pennsylvania. Secondo il censimento del 2000 la popolazione è di 4.993 abitanti.

## Società

### Evoluzione demografica
La composizione etnica vede una prevalenza della razza bianca (98,24%) seguita da quella afroamericana (0,56%), dati del 2000.
| borough di Glassport Popolazione |       |
| 1910                             | 5.540 |
| 1940                             | 8.748 |
| 2000                             | 4.993 |
| Stima al 01-07-07                | 4582  |